# Zim
Zim — WYSIWYG-текстовый редактор для создания заметок, написанный на языке Python (версии до 0.29 включительно были написаны на Perl). Каждая запись сохраняется как текстовый файл с вики-разметкой. Записи могут содержать ссылки на другие страницы и сохраняются автоматически. Создать новую страницу можно с помощью ссылки.
Поддерживается вставка изображений, формул, а также организована работа со списком запланированных дел.

## Возможности
Основные возможности и особенности:
- Создание ссылок на заметки, файлы и каталоги и ссылок с использованием URL-адресов.
- Использование вики-разметки
- Вставка изображений и формул LaTeX
- Поддержка списков запланированных дел
- Проверка орфографии
- Маркированные списки и списки с чекбоксами

## Расширения
Zim поддерживает расширения, включая:
- Календарь
- Поддержка тегов
- Список запланированных дел, позволяющий реализовать GTD
- Проверку орфографии, используя GtkSpell (Spell Checking)
- Экспорт в HTML (Print To Browser)
- Редактор формул (Equation Editor)
- Вставку диаграмм Graphviz
- Вставку графиков GNU R
- Карту ссылок
- Контроль версий (доступно использование Bazaar, Git, Mercurial и Fossil)